# Daria Trofimova
Daria Vasilievna Trofimova (in russo Да́рья Васильевна Трофимова?; 11 maggio 2005) è una nuotatrice russa.

## Carriera
Tra il 2019 ed il 2021 ha vinto due argenti mondiali e quattro ori e un argento europei a livello giovanile, tutti in staffetta.
Nel 2024 partecipa ai mondiali in vasca corta di Budapest dove conquista due ori in staffetta, nella 4x50 m e nella 4x100 m misti mista. L'anno successivo sale sul gradino più alto del podio nella staffetta 4x100 metri misti mista ai mondiali di Singapore.

## Palmarès
- Mondiali

Singapore 2025: oro nella 4x100m misti mista, argento nella 4x100m sl mista.
- Mondiali in vasca corta

Budapest 2024: oro nella 4x50m misti mista e nella 4x100m misti mista.
- Mondiali giovanili

Budapest 2019: argento nella 4x100m sl mista e nella 4x100m misti mista.
- Europei giovanili

Roma 2021: oro nella 4x100m sl, nella 4x100m misti, nella 4x100m sl mista e nella 4x100m misti mista, argento nella 4x200m sl.
- EYOF

Baku 2019: oro nella 4x100m sl, nella 4x100m misti e nella 4x100m misti mista, argento nella 4x100m sl mista.